# Sander Oostlander
Sander Oostlander (* 25. November 1984 in Heerjansdam) ist ein ehemaliger niederländischer Radrennfahrer, der auf der Straße aktiv war.

## Sportlicher Werdegang
Sander Oostlander begann seine internationale Karriere 2006 beim niederländischen Continental Team Löwik Meubelen. In seinem ersten Jahr dort gewann er eine Etappe bei der PWZ Zuidenveld Tour. In der Saison 2007 belegte er den sechsten Platz beim Prolog des Fléche du Sud und wurde in der Gesamtwertung Zehnter. Später gewann er ein Teilstück des Grand Prix Cycliste de Gemenc und konnte so auch die Gesamtwertung für sich entscheiden. Im Jahr 2008 gewann er den Prolog der Rumänien-Rundfahrt. Im weiteren Verlauf seiner Karriere kam er wiederholt unter die Top 10 bei kleineren Einzelzeitfahren, blieb aber ohne weiteren zählbaren Erfolg.
2012 war das Cyclingteam Jo Piels Oostlanders letzte Mitgliedschaft in einem Continental Team, 2014 wurde er letztmalig in den Ergebnislisten der UCI geführt.

## Erfolge
2007
- Gesamtwertung und eine Etappe Grand Prix Cycliste de Gemenc

2008
- Prolog Rumänien-Rundfahrt